# Verići
Verići so naselje v mestu Banjaluka, Bosna in Hercegovina. 

## Deli naselja
Bešinci, Donji Popovići, Gornji Popovići, Lazići, Malinići, Popovići, Radulje, Savići, Stojnići, Talići in Verići. 

## Prebivalstvo
| Pregled števila prebivalcev po letih | Pregled števila prebivalcev po letih | Pregled števila prebivalcev po letih | Pregled števila prebivalcev po letih | Pregled števila prebivalcev po letih | Pregled števila prebivalcev po letih |
| ------------------------------------ | ------------------------------------ | ------------------------------------ | ------------------------------------ | ------------------------------------ | ------------------------------------ |
| 1948                                 | 1953                                 | 1961                                 | 1971                                 | 1981                                 | 1991                                 |
| -                                    | -                                    | 1.390                                | 1.437                                | 1.326                                | 1.237                                |

| Narodna sestava prebivalstva po letih                                                                                           | Narodna sestava prebivalstva po letih                                                                                          | Narodna sestava prebivalstva po letih                                                                                          |
| --- | --- | --- |
| 1971 | 1981 | 1991 |
| . skupaj: 1.437 Srbi 1.418 (98,67 %) Hrvati 0 (0,00 %) Muslimani 0 (0,00 %) Jugoslovani 0 (0,00 %) drugi in neznano 19 (1,32 %) | . skupaj: 1.326 Srbi 1.315 (99,17 %) Hrvati 0 (0,00 %) Muslimani 0 (0,00 %) Jugoslovani 5 (0,37 %) drugi in neznano 6 (0,45 %) | . skupaj: 1.237 Srbi 1.225 (99,02 %) Hrvati 2 (0,16 %) Muslimani 0 (0,00 %) Jugoslovani 8 (0,64 %) drugi in neznano 2 (0,16 %) |